# قصر نايف
قصر نايف، قصر أقيم من الطين على صيهد نايف في عام 1919 في عهد الشيخ سالم المبارك الصباح وكان القصر مجاورا لسور الكويت الثالث. أُنشِئ جزء منه بالإسمنت والطابوق في عام 1950، ثم اتخذ مديرية للأمن العام، وقد تحول القصر اليوم ليصبح مبنى محافظة العاصمة. وفي رمضان يفتح القصر أبوابه من أجل مدفع الإفطار.

## نبذة عن القصر
يعتبر قصر نايف  من أهم القصور التاريخية في مدينة الكويت ، حيث أنه قصر يتميز بتاريخه العريق و قد تم تشييده منذ حوالي قرابة قرن من الزمان و تحديدا كان في العام العشرون من القرن المنصرم ، وتم تشييده على يد البنّاء محمد سليمان البحوه ، الذي قام أيضا بتشييد قصر السيف و قصر المربع في الرياض للملك عبد العزيز بن عبد الرحمن ، ويعتبر قصر نايف  من أجمل المعالم التاريخية و الحضارية و التي توجد على أرض مدينة الكويت و من الجدير بالذكر أيضا أن هذا القصر قد تم تشييده على مقربة من سور الكويت الثالث مما يجعله من السهل الوصول إليه كما أنه يتميز بإطلالة رائعة على مدينة الكويت بأكملها حيث أنه تم إنشائه في منطقة مرتفعة قليلا .